# Fred Lawrence Whipple
Fred Lawrence Whipple, ameriški astronom, * 5. november 1906, Red Oak, Iowa, ZDA, † 30. avgust 2004, Cambridge, Massachusetts, ZDA.

## Življenje
Whipple je bil sin farmarja. Po prebolelem poliomielitisu je spoznal, da ne bo mogel biti igralec tenisa. Študiral je na Kolidžu Occidental v južni Kaliforniji. Diplomiral je v letu 1927 na Univerzi Kalifornije v Los Angelesu. Doktoriral je leta 1931 na Univerzi Kalifornije v Berkeleyju.

## Delo
V letu 1933 je odkril periodični komet 36P/Whipple (Komet Whipple) in asteroid 1252 Celestia. Odkril ali je bil soodkritelj še petih drugih neperiodičnih kometov. Med njimi je bil prvi komet C/1932 P1 (Peltier-Whipple), ki ga je neodvisno odkril tudi ljubiteljski astronom Leslie Copus Peltier (1900 – 1980).
V letu 1955 je postal predstojnik Smithsonovega astrofizikalnega observatorija. Med letoma 1950 in 1977 je bil tudi profesor na Univerzi Harvard.

## Priznanja

### Poimenovanja
Njemu v čast so poimenovali asteroid glavnega asteroidnega pasu 1940 Whipple. Po njem se imenuje Observatorij Fred Lawrence Whipple pri Amadu, Arizona na pobočjih Mount Hopkinsa.